# Landschap met de parabel van de zaaier

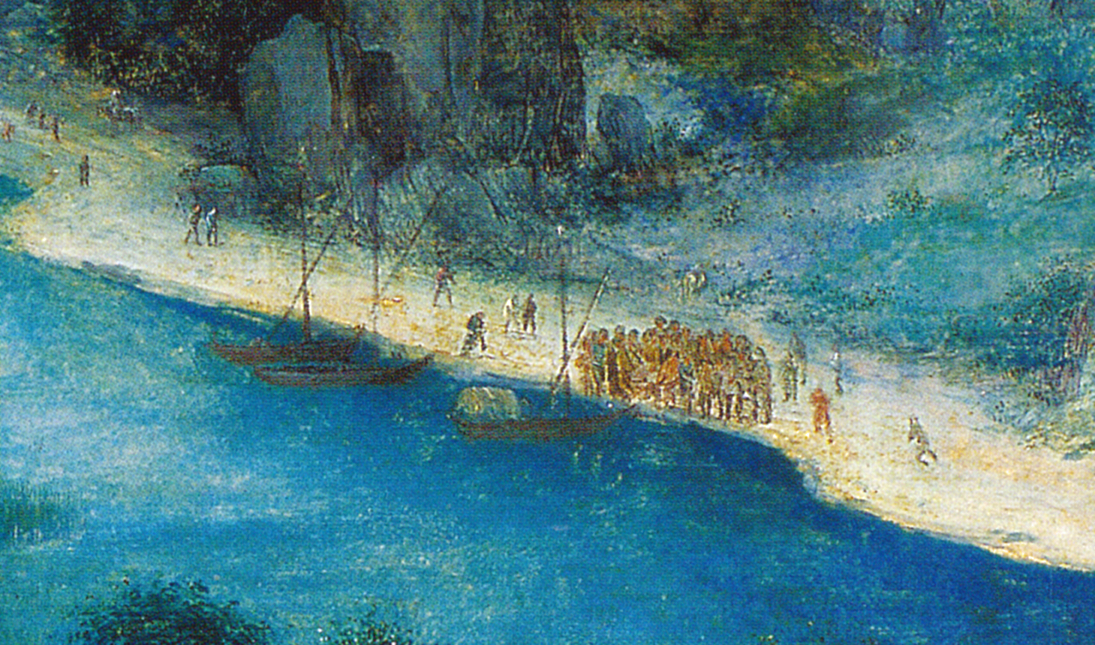
Menigte aan de oever

Landschap met de parabel van de zaaier is een schilderij van Pieter Bruegel de Oude uit 1557. Het is een vroeg werk waarmee Bruegel direct zijn stempel drukte op het jonge landschapsgenre, dat hij eerder vooral had beoefend in de prentkunst.
De signatuur en datering rechtsonder zijn fragmentair: VEGHEL 557.

## Voorstelling
Getoond wordt de parabel van de zaaier, die voorkomt in de evangelies van Matteüs (13:1-23), Marcus (4:3-20) en Lucas (8:5-15). De bijbelse scène springt zoals wel vaker bij Bruegel niet onmiddellijk in het oog, maar een inscriptie op een repliek laat geen twijfel bestaan over het onderwerp. Rond een estuarium zien we boerenhuizen met rieten daken, een kerk, een burcht, een stad en een gebergte. In de voorgrond links, aan de donkere bosrand, is een boer zijn land aan het inzaaien. Hij grijpt in zijn trommel en zwaait de arm breed uit. Achter hem liggen twee zakken zaaigoed. Een man te paard praat met een oogster, iemand plukt vruchten en aan de veldrand zit een gehurkte figuur zich te ontlasten. Aan de overzijde van de stroom heeft zich een mensenmenigte verzameld op een plek waar boten zijn vastgemaakt. Volgens het evangelie stapte Jezus in een boot om zich beter verstaanbaar te maken, maar vreemd genoeg zijn de boten leeg. Is de Jezusfiguur bij een restauratie verdwenen?

## Stijl
Het werk bouwt voort op de landschappen van Joachim Patinir met blauwige verten en merkwaardige rotsen. Tegelijk zijn typische bruegeliaanse kenmerken aanwezig: het hoge gezichtspunt, de combinatie van Brabantse en alpiene landschapselementen, de repoussoirboom links, enz. Niet alleen het perspectief maar ook de kleuren dragen bij tot de dieptewerking: bruintinten overheersen de voorgrond, groentinten het middenstuk en blauwtinten de verten. Door overschilderingen en restauraties is de oorspronkelijke staat moeilijk na te gaan. Er is ook getwijfeld of de stoffering van het landschap door een andere hand is uitgevoerd.

## Bezit
Het schilderij werd in 1924 te Brussel openbaar geveild als een 17e-eeuws landschap en aangekocht door de Antwerpse verzamelaar Fernand Stuyck de Bruyère. Na reiniging kwam de signatuur aan het licht. Nog vóór de Tweede Wereldoorlog ging het paneel naar de Verenigde Staten, waar het in 1957 werd verworven door de Putnam Foundation. Het is een pronkstuk van het Timken Museum of Art sinds de opening in 1965.